# Batalla de Nedao
La batalla de Nedao va tenir lloc a Panònia el 454.

## Antecedents
Després de la mort d'Àtila, i enmig dels conflictes successoris entre el primogènit Ellak i els altres germans, diversos dels pobles vassalls germànics que conformaven l'exèrcit dels huns es van rebel·lar. Ardaric, el rei dels gèpids que havia estat un dels generals més fidels d'Àtila, va liderar aquesta revolta en la que també es van afegir els ostrogots del rei Teodemir.

## Batalla
L'exèrcit dels huns va ser derrotat a la riba del riu Nedao, que no ha estat identificat, i durant la batalla, o immediatament després, Ellak va morir.

## Conseqüències
Gèpids i ostrogots obtingueren la independència respecte l'imperi hun, que ja havia començat a desintegrar-se.